# مودونیو ۶۵۹۸
سیارک ۶۵۹۸ (به انگلیسی: 6598 Modugno، نامگذاری:1988CL) شش هزار و پانصد و نود و هشتمین سیارک کشف شده‌است که در ۱۳ فوریه ۱۹۸۸ کشف شد.
قدر مطلق سیارک برابر ۱۳٫۰۰ است.